# Philippe Delrieu
Philippe Delrieu (ur. 10 sierpnia 1959 w Tarbes) – francuski szermierz, szablista. Srebrny medalista olimpijski i dwukrotny medalista mistrzostw świata.
Podczas igrzysk olimpijskich w Los Angeles w 1984 roku reprezentacja Francji w składzie: Jean-François Lamour, Pierre Guichot, Hervé Granger-Veyron, Philippe Delrieu i Franck Ducheix zdobyła srebrny medal. W zawodach indywidualnych nie startował. Brał też udział w igrzyskach olimpijskich w Seulu w 1988 roku, w rywalizacji indywidualnej zajmując czwarte miejsce. Walkę o podium przegrał z Włochem Giovannim Scalzo 2:10. W zawodach drużynowych Francuzi zajęli czwarte miejsce, po przegranej walce o medal z Włochami.
Na mistrzostwach świata w Lozannie w 1987 wraz z Jean-François Lamourem, Pierre’em Guichotem i Hervé Granger-Veyronem zdobył brązowy medal w zawodach drużynowych. Wynik ten Francuzi z Delrieu w składzie powtórzyli na mistrzostwach świata w Denver dwa lata później.